# キエン・セラ
『キエン・セラ』（スペイン語: ¿Quién será?）は、1953年に発表された楽曲。ラテン音楽のスタンダード・ナンバーである。
　

## 概要
スペイン語の題名"¿Quién será?"を直訳すれば「誰だろう」となる。
ルイス・デメトリオが作詞作曲したが金銭的に窮していたため、パブロ・ベルトラン・ルイスに売却した。しかし、デメトリオ本人は売却ではなく借金の抵当と認識していたため、両者の仲はこじれることになった。1953年にチューチョ・デ・メヒコがリーダーを務めるトリオ・デルフィネスが本曲の最初のレコードを販売した際には、デメトリオの名前がクレジットされているが、後に復刻盤が発売された際にはベルトラン・ルイスの名前がクレジットされている。
英語歌詞の作詞はノーマン・ギンベルで、『Sway』のタイトルでディーン・マーティンが歌い、こちらもヒットした。歌詞なしの演奏もラテンの楽団でよく行われ、また各国の言語でカヴァーされている。

## カヴァー
スペイン語歌詞 ¿Quién será?
- トリオ・ロス・パンチョス
- 小野リサ
- アルベルト城間（ディアマンテス）
- 林家三平
- イル・ディーヴォ

歌詞なし ¿Quién será?
- レス・バクスター
- ペレス・プラード楽団
- デビッド・グリスマン

英語歌詞 Sway
- ディーン・マーティン
- マイケル・ブーブレ
- プッシーキャット・ドールズ
- ローズマリー・クルーニー
- イーディ・ゴーメ
- ボビー・ライデル
- ピンク・マルティーニ
- ダイアナ・クラール
- 八代亜紀
- 松田聖子

日本語歌詞 キエン・セラ
- ザ・ピーナッツ 日本語詞:音羽たかし
- 水原弘 日本語詞:岩谷時子
- アイ・ジョージと坂本スミ子（デュエット）

イタリア語歌詞 Chi sarà
- ミーナ・マッツィーニ

中国語歌詞 盼望
- テレサ・テン

広東語歌詞 飛
- アーロン・クオック

アイスランド語 Í dansi með þér
- ビョーク

アラビア語 الليلا دى
- アムル・ディアブ